# Lynette Woodard
Lynette Woodard (Wichita, 12 augustus 1959) is een voormalig Amerikaans basketbalspeelster. Zij won met het Amerikaans basketbalteam de gouden medaille tijdens de Olympische Zomerspelen 1984.
Woodard speelde voor het team van de Universiteit van Kansas, voordat ze in 1981 in Italië ging spelen. In 1985 werd ze het eerste vrouwelijke teamlid van de Harlem Globetrotters.  In 1997 maakte ze haar WNBA-debuut bij de Cleveland Rockers. Dit was het eerste jaar van de WNBA.
Tijdens de Olympische Zomerspelen 1984 in Los Angeles won ze olympisch goud door Zuid-Korea te verslaan in de finale met 85-55. Ook won ze met het nationale team het Wereldkampioenschap basketbal 1990 in Maleisië.
Na haar carrière als speler werd zij basketbalcoach. In 2004 werd Woodard toegevoegd aan de Basketball Hall of Fame. En in 2005 werd ze ook toegevoegd aan de Women’s Basketball Hall of Fame.